# Julius Wess
Julius Wess (Oberwölz Stadt, 5 de dezembro de 1934 — Hamburgo, 8 de agosto de 2007) foi um físico austríaco.

## Vida e trabalho
Wess nasceu em Oberwölz Stadt, uma pequena cidade no estado austríaco da Estíria. Ele recebeu seu Ph.D. em Viena, onde foi aluno de Hans Thirring. Seu Ph.D. examinador foi o aclamado físico de mecânica quântica Erwin Schrödinger. Depois de trabalhar no CERN na Suíça e no Courant Institute da New York University , nos Estados Unidos , ele se tornou professor da University of Karlsruhe.  Mais tarde na vida, Wess foi professor na Ludwig Maximilian University de Munique . Após sua aposentadoria, ele trabalhou em DESY em Hamburgo.
Julius Wess morreu em 2007 aos 72 anos em Hamburgo, após um derrame, causado por um AVC.

## Publicações
- Wess, Julius and Bagger, Jonathan (December 1983). Supersymmetry and Supergravity. Princeton Series in Physics. ISBN 0-691-08326-6 / 0-691-08556-0
- Wess, Julius and Bagger, Jonathan (March 1992). Supersymmetry and Supergravity: Revised and Expanded Edition. Princeton Series in Physics. ISBN 0-691-02530-4